# Evropský den jazyků

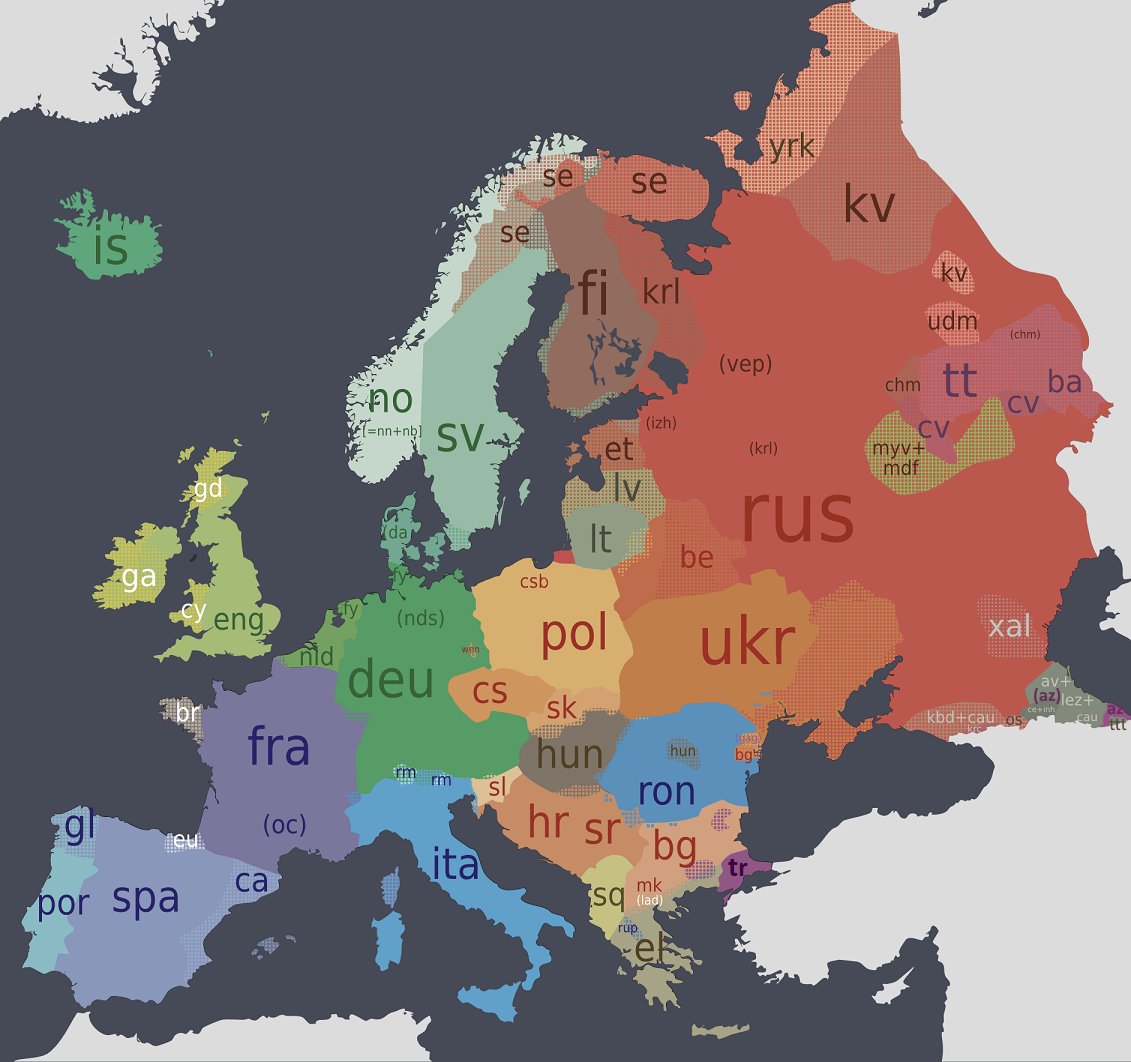
Mapa přibližně znázorňující současné rozmístění převažujících jazyků v Evropě (kódy jazyků podle ISO 639-1 a ISO 639-2)

Evropský den jazyků (anglicky European Day of Languages, francouzsky Journée européenne des langues) se slaví každoročně 26. září, na základě prohlášení Rady Evropy z 6. prosince 2001 vydaného ke konci Evropského roku jazyků, který Rada Evropy uspořádala společně s Evropskou unií. Cílem svátku je propagovat jazykovou rozmanitost a studium jazyků v zemích Evropy.

## Jazyky v Evropě
Na území Evropy se vyskytuje asi 225 domorodých jazyků, což jsou asi 3 % celkového počtu jazyků na světě. Většina evropských jazyků je indoevropského původu. Od konce 18. století je nejrozšířenějším jazykem v Evropě (jak geograficky, tak počtem rodilých mluvčí) ruština, která v této roli vystřídala francouzštinu. Podle statistik rodilých mluvčí mluví přibližně 150 milionů Evropanů denně rusky, následuje němčina (asi 95 milionů), angličtina a francouzština (po 65 milionech), italština (60 milionů), španělština a polština (po 40 milionech), ukrajinština (30 milionů). Ve studiu cizích jazyků je v současnosti v Evropě nejpopulárnější angličtina, následovaná němčinou, francouzštinou, italštinou, ruštinou a španělštinou.

## Vznik Evropského dne jazyků
Kořeny Evropského dne jazyků sahají do roku 2001, který byl Radou Evropy a Evropskou unií vyhlášen za Evropský rok jazyků, do jehož oslav se zapojilo 45 zemí. Aktivitami, které během něj probíhaly, poukázal na jazykovou rozmanitost v Evropě a vyjádřil podporu jazykovému vzdělávaní.
Hodnocení Evropského roku jazyků bylo uveřejněno ve zprávě nazvané anglicky Final Evaluation of the European Year of Languages 2001 ("Závěrečné hodnocení Evropského roku jazyků 2001") vydané v květnu 2002.
Úspěch Evropského roku jazyků a zájem národních spolupořadatelů přispěly k tomu, že se Rada Evropy rozhodla vytvořit novou každoroční tradici a prohlásila 26. září za Evropský den jazyků. Současně bylo vytvořeno také oficiální logo, slogany a internetová stránka.

## Cíle
Obecné cíle Evropského dne jazyků jsou:
- Upozornit veřejnost na důležitost studia jazyků, posilování mnohojazyčnosti a interkulturního porozumění.
- Podpora jazykové a kulturní rozmanitosti Evropy.
- Podpora celoživotního jazykového vzdělávání na školách i mimo školy.

Každý si zaslouží mít příležitost profitovat z kulturních a ekonomických výhod, které jsou poskytovány znalostmi cizích jazyků. Studium jazyků také pomáhá budovat toleranci a porozumění mezi lidmi z odlišných jazykových a kulturních prostředí.
Generální tajemník Rady Evropy Walter Schwimmer a členka Evropské komise zodpovědná za oblast vzdělávání a kultury Viviane Redingová, Zahájení Evropského roku jazyků 2001

## Zapojené jazyky
Ačkoliv podle deklarovaných cílů je Evropský den jazyků zaměřen na všechny obyvatele a jazyky Evropy, byly jeho oficiální internetové stránky zpočátku dostupné pouze v angličtině a francouzštině. Později byla většina textů přeložena do dalších jazyků, ale některé články, adresáře či hry zůstávají nadále dostupné pouze anglicky a francouzsky. Podobné nedostatky se vyskytují i na webových stránkách Evropské komise věnovaných Evropskému dni jazyků. Organizace a jednotlivci však v rámci Evropského dne jazyků pořádají aktivity ve všech zemích Evropy. Jejich přehled lze každoročně nalézt na internetových stránkách projektu.